# 西科斯基 S-73
西科斯基 S-73（英語：Sikorsky S-73） 是為滿足美國陸軍在 1970 年對能夠承載45,000英磅（20,000）的重型直生機(HLH)的要求而提出的設計。

## 發展
西科斯基S-73是CH-54的放大版本，並且簡化和改進單主旋翼。動力由三台通用電氣TF34-58渦輪軸發動機提供動力，總功率為21,000匹馬力（16,000千瓦特）。 在操作方面，按鈕取代了傳統的循環操縱桿和集體操縱桿。機艙可容納12名戰鬥人員。
西科斯基於1971年2月提交他們的設計，然而，陸軍於5月宣布波音旋翼機系統XCH-62贏得合同，因而取消了該計畫。